# Louis Nicolas Victor de Félix d'Ollières
Louis Nicolas Victor de Félix d'Ollières, comte du Muy et de Grignan, également appelé chevalier du Muy, né à Aix-en-Provence le 23 septembre 1711 et mort à Versailles le 10 octobre 1775, est un militaire et homme d'État français.

## Biographie
Issu d'une famille originaire de Provence, établie au château de la Reynarde près de Marseille, il est le second fils de Jean-Baptiste Félix, marquis du Muy, et le frère cadet de Joseph-Gabriel-Tancrède Félix, lieutenant général ; la mort du père, en 1759, donne lieu à un procès entre les deux frères ; Louis Nicolas Victor est appelé le chevalier du Muy.
Pendant la guerre de Sept Ans, en Allemagne, il fait la connaissance de Marie Antoinette von Blanckart (de), chanoinesse de Neuss, qu'il épousera en 1774. Il commande l'armée française en Westphalie mais subit une sévère défaite à la bataille de Warburg le 31 juillet 1760. Il est nommé membre de l'Ordre du Saint-Esprit en 1764.
Ancien menin du dauphin Louis et membre du parti dévot, il lui était resté si attaché qu'il demanda à être enterré à ses pieds en la cathédrale Saint-Étienne de Sens. Ce trait était bien fait pour plaire à Louis XVI ; aussi Maurepas le fait-il nommer secrétaire d'État à la Guerre le 5 juin 1774. Il est élevé à la dignité de maréchal de France le 24 mars 1775 mais meurt peu de temps après des suites d'une opération de la pierre.
Son oraison funèbre est prononcée dans l'église de l'Hôtel royal des Invalides, le 24 avril 1776, par Jean-Baptiste-Charles-Marie de Beauvais, évêque de Senez lire en ligne sur Gallica.

## Armoiries
| Figure | Blasonnement |
|        | Écartelé: aux 1 et 4, de gueules, à la bande d'argent, ch. de trois F de sable (de Félix); aux 2 et 3, de gueules, au lion d'or, à la bande d'azur, brochant sur le lion (Felicis, en Piémont)., |

### Sources et bibliographie
- M. le Tourneur, L’Éloge de M. le maréchal du Muy, Bruxelles: 1778.
- Roux Alphéran, Les Rues d'Aix ou Recherches historiques sur l'ancienne capitale de provence, Bd. II, S. 433ff. Aix en Provence 1846. online - voir Rue St. Michel